# Korwety typu Gabbiano
Korwety typu Gabbiano – seria włoskich korwet z okresu II wojny światowej, licząca 59 jednostek. Niektóre z nich były używane po wojnie nawet do lat siedemdziesiątych.

## Historia
Założeniem planu budowy w latach 1942–1943  korwet typu Gabbiano było wprowadzenie dużej liczby nieskomplikowanych, tanich okrętów, przeznaczonych do ochrony konwojów, zwalczania okrętów podwodnych, przewożenia zaopatrzenia i rannych. Z zadań tych korwety wywiązywały się bez zarzutu i miały na koncie kilka zatopionych brytyjskich okrętów podwodnych. Korwety te były specjalnie przygotowane do ich zwalczania, ponieważ były wyposażone w silniki elektryczne, pozwalające na bezszelestne śledzenie wroga bez ryzyka wykrycia. W 1943 r. wiele korwet typu Gabbiano zostało przejęte przez Niemców, przejęli oni również niewprowadzone jeszcze do służby okręty. Część z nich udało odzyskać, a inne zostały zatopione. Po wojnie ocalałe okręty służyły w marynarce Włoch, ostatni został wycofany ze służby w 1975 roku.

## Korwety typu Gabbiano
| Nazwa                           | Stocznia                                   | Położenie stępki | Wodowanie | Wejście do służby | Losy |
| ------------------------------- | ------------------------------------------ | ---------------- | --------- | ----------------- | --- |
| Gabbiano                        | Cerusa - Voltri                            | 1942             | 1942      | 1942              | Wycofany ze służby w 1973 |
| Ape                             | Cantiere navale di Castellammare di Stabia | 1942             | 1942      | 1943              | W 1965 roku przebudowany w okręt pomocniczy - transportowy dla szkolenia oddziałów desantowych. Wycofany ostatecznie ze służby 1979 i skreślony z listy okrętów 31 lipca 1981.                                                   |
| Crisalide                       | Castellammare di Stabia                    | 1942             | 1947      | 1953              | Wycofany ze służby w 1971 |
| Farfalla                        | Castellammare di Stabia                    | 1943             | 1948      | 1953              | Wycofany ze służby w 1971 |
| Vespa                           | Castellammare di Stabia                    | 1942             | 1943      | 1943              | Przejęty przez Niemców we wrześniu 1943, wcielony do Kriegsmarine jako „Uj 2221”, 24.04.45 zatopiony przez własną załogę w Genui                                                                                                 |
| Antilope                        | O.T.O. - Livorno                           | 1942             | 1942      | 1942              | Przejęty przez Niemców we wrześniu 1943, wcielony do Kriegsmarine jako „Uj 6082”, 24.04.45 zatopiony przez własną załogę w Genui                                                                                                 |
| Alce                            | O.T.O - Livorno                            | 1942             | 1942      | 1943              | Przejęty przez Niemców we wrześniu 1943, wcielony do Kriegsmarine jako „Uj 6084”, 24.04.45 zatopiony przez własną załogę w Genui, po wojnie wydobyty, lecz w 1947 ostatecznie wycofany ze służby                                 |
| Camoscio                        | O.T.O - Livorno                            | 1942             | 1942      | 1943              | Przejęty przez Niemców we wrześniu 1943, wcielony do Kriegsmarine jako „Uj 6081”, 15.08.44 zatopiony na wschód od Tulonu przez amerykański niszczyciel „Somers”                                                                  |
| Capriolo                        | O.T.O - Livorno                            | 1942             | 1942      | 1943              | Przejęty przez Niemców we wrześniu 1943, wcielony do Kreiegsmarine jako „Uj 6083”, 16/17.08.44 zatopiony na zachód od Tulonu przez amerykański niszczyciel „Endicott”                                                            |
| Gazzella                        | O.T.O – Livorno                            | 1942             | 1942      | 1943              | 05.08.43 zatonął na północ od Sardynii, po wpłynięciu na minę |
| Renna                           | O.T.O – Livorno                            | 1942             | 1942      | 1943              | Przejęty przez Niemców we wrześniu 1943, wcielony do Kriegsmarine jako „Uj 6085”, 04.09.44 zatopiony przez samoloty amerykańskie w Genui, wydobyty po wojnie, ostatecznie wycofany ze służby w 1947                              |
| Cicogna                         | Ansaldo - Genova                           | 1942             | 1942      | 1943              | 24.07.43 zatopiony przez własną załogę pod Messyną, po wcześniejszym uszkodzeniu przez samoloty brytyjskie |
| Cormorano                       | Cerusa - Voltri                            | 1942             | 1943      | 1943              | Wycofany ze służby w 1971 |
| Folaga                          | ?                                          | 1942             | 1943      | 1943              | Przetrwał wojnę, dalsze losy nieznane |
| Gru                             | Ansaldo - Genova                           | 1942             | 1942      | 1943              | Wycofany ze służby w 1970 |
| Ibis                            | Ansaldo - Genova                           | 1942             | 1942      | 1943              | Wycofany ze służby w 1971 |
| Marangone                       | Ansaldo - Genova                           | 1943             | 1943      | 1943              | Przejęty przez Niemców we wrześniu 1943, wcielony do Kriegsmarine jako „Uj 2223”, 16.08.44 zatopiony przez samoloty amerykańskie w Genui, wydobyty po wojnie, ostatecznie wycofany ze służby w 1947                              |
| Pellicano                       | Cerusa - Voltri                            | 1942             | 1943      | 1943              | Wycofany ze służby w 1969 |
| Procellaria                     | Cerusa - Voltri                            | 1942             | 1942      | 1942              | 31.01.43 zatonął na zachód od Sycylii po wpłynięciu na minę |
| Tuffetto                        | Ansaldo - Genova                           | 1943             | 1943      | 1943              | Przejęty przez Niemców we wrześniu 1943, wcielony do Kriegsmarine jako „Uj 2222”, 24.04.45 zatopiony przez własną załogę w Genui, wydobyty po wojnie, ostatecznie wycofany ze służby w 1947                                      |
| Scimitarra                      | Breda - Venezia                            | 1942             | 1942      | 1943              | Wycofany ze służby w 1971 |
| Baionetta                       | Breda - Venezia                            | 1942             | 1942      | 1943              | Wycofany ze służby w 1971 |
| Bombarda                        | Breda - Venezia                            | 1942             | 1944      | 1951              | Przejęty przez Niemców we wrześniu 1943, wcielony do Kriegsmarine jako „Uj 206”, 25.04.45 zatopiony przez własną załogę w Wenecji, wydobyty po wojnie i wcielony do floty włoskiej w 1951, ostatecznie wycofany ze służby w 1975 |
| Spingarda                       | Breda - Venezia                            | 1942             | 1943      | 1943              | Przejęty przez Niemców we wrześniu 1943, wcielony do Kriegsmarine jako „Uj 208”, 01.11.44 zatopiony przez brytyjskie niszczyciele „Avon Vale” i „Wheatland” na Adriatyku                                                         |
| Artemide                        | C.R.D.A. - Monfalcone                      | 1942             | 1942      | 1942              | Przejęty przez Niemców we wrześniu 1943, wcielony do Kriegsmarine jako „Uj 2226”, 24.04.45 zatopiony przez własną załogę w Monfalcone                                                                                            |
| Berenice                        | C.R.D.A. - Monfalcone                      | 1942             | 1943      | 1943              | 09.09.43 zatopiony przez włoską załogę w Trieście, wydobyty przez Niemców |
| Chimera                         | C.R.D.A. - Monfalcone                      | 1942             | 1943      | 1943              | Wycofany ze służby w 1971 |
| Danaide                         | C.R.D.A. - Monfalcone                      | 1942             | 1942      | 1943              | Wycofany ze służby w 1968 |
| Driade                          | C.R.D.A. - Monfalcone                      | 1942             | 1942      | 1943              | Wycofany ze służby w 1966 |
| Egeria                          | C.R.D.A. - Monfalcone                      | 1943             | 1943      | 1943              | Przejęty przez Niemców we wrześniu 1943, wcielony do Kriegsmarine jako „Uj 201”, 29.02.44 zatopiony przez francuskie niszczyciele „Le Terrible” i „Le Fantasque” na Adriatyku                                                    |
| Euterpe                         | C.R.D.A. - Monfalcone                      | 1942             | 1942      | 1943              | 09.09.43 zatopiony przez włoską załogę w Trieście, wydobyty przez Niemców i wcielony do Kriegsmarine jako „Uj 2228”, 24.04.45 zatopiony przez niemiecką załogę w Monfalcone                                                      |
| Fenice                          | C.R.D.A. - Monfalcone                      | 1942             | 1942      | 1943              | Wycofany ze służby w 1965 |
| Flora                           | C.R.D.A. - Monfalcone                      | 1942             | 1942      | 1943              | Wycofany ze służby w 1969 |
| Melpomene                       | C.R.D.A. - Monfalcone                      | 1943             | 1943      | 1943              | Przejęty przez Niemców we wrześniu 1943, wcielony do Kriegsmarine jako „Uj 202”, 01.11.44 zatopiony przez brytyjskie niszczyciele „Avon Vale” i „Wheatland” na Adriatyku                                                         |
| Minerva                         | C.R.D.A. - Monfalcone                      | 1942             | 1942      | 1943              | Wycofany ze służby w 1969 |
| Persefone                       | C.R.D.A. - Monfalcone                      | 1942             | 1942      | 1943              | Przejęty przez Niemców we wrześniu 1943, wcielony do Kriegsmarine jako „Uj 2227”, 24.04.45 zatopiony przez własną załogę w Monfalcone                                                                                            |
| Pomona                          | C.R.D.A. - Monfalcone                      | 1942             | 1942      | 1943              | Wycofany ze służby w 1965 |
| Sfinge                          | C.R.D.A. - Monfalcone                      | 1942             | 1943      | 1943              | Wycofany ze służby w 1975 |
| Sibilla                         | C.R.D.A. - Monfalcone                      | 1942             | 1943      | 1943              | Wycofany ze służby w 1971 |
| Urania                          | C.R.D.A. - Monfalcone                      | 1942             | 1943      | 1943              | Wycofany ze służby w 1971 |
| Okręty nieukończone i planowane |                                            |                  |           |                   | |
| Tersicore                       | C.R.D.A. - Monfalcone                      | 1943             | -         | -                 | Budowy nie ukończono |
| Calabrone                       | Castellammare di Stabia                    | 1942             | 1942      | -                 | Budowy nie dokończono |
| Cavalletta                      | Castellammare di Stabia                    | 1942             | -         | -                 | Budowy nie dokończono |
| Euridice                        | C.R.D.A. - Monfalcone                      | 1943             | -         | -                 | Budowy nie ukończono |
| Carabina                        | Breda - Venezia                            | 1942             | -         | -                 | Budowy nie ukończono |
| Clava                           | Breda - Venezia                            | 1943             | -         | -                 | Budowy nie ukończono |
| Colubrina                       | Breda - Venezia                            | 1943             | 1943      | -                 | Budowy nie ukończono |
| Scure                           | Breda - Venezia                            | 1943             | -         | -                 | Budowy nie ukończono |
| Ardea                           | Ansaldo - Genova                           | 1943             | -         | -                 | Budowy nie dokończono |
| Zagaglia                        | Breda - Venezia                            | 1943             | -         | -                 | Budowy nie ukończono |
| Stambecco                       | O.T.O - Livorno                            | 1943             | -         | -                 | Budowy nie ukończono |
| Strolaga                        | Ansaldo - Genova                           | 1943             | -         | -                 | Budowy nie dokończono |
| Cervo                           | O.T.O - Livorno                            | 1943             | -         | -                 | Budowy nie dokończono |
| Daino                           | O.T.O - Livorno                            | 1943             | -         | -                 | Budowy nie dokończono |
| Grillo                          | Castellammare di Stabia                    | 1942             | 1943      | -                 | Budowy nie ukończono |
| Libellula                       | Castellammare di Stabia                    | 1942             | -         | -                 | Budowy nie ukończono |
| Lucciola                        | Castellammare di Stabia                    | 1942             | 1943      | -                 | Budowy nie ukończono |
| Cicala                          | Castellammare di Stabia                    | 1942             | 1943      | -                 | Budowy nie dokończono |
| Cocciniglia                     | Castellammare di Stabia                    | -                | -         | -                 | Budowa planowana, nie została rozpoczęta |
| Maggiolino                      | Castellammare di Stabia                    | -                | -         | -                 | Budowa planowana, nie została rozpoczęta |